# Panthrakikos FC
Panthrakikos F.C. este un club de fotbal grecesc cu sediul în Komotini.Echipa susține meciurile de acasă pe stadionul Stadionul Komotini cu o capacitate de 6.500 de locuri.

## Lot de jucători 2009-2010
| Nr. |          | Poziție | Jucător                |
| --- | -------- | ------- | ---------------------- |
| 1   | Spania   | P       | José Manuel Roca       |
| 2   | Grecia   | M       | Theodoros Papadopoulos |
| 3   | Grecia   | F       | Eleftherios Sakelariou |
| 4   | Serbia   | F       | Željko Đokić           |
| 5   | Brazilia | M       | Marcelo Goianira       |
| 6   | Grecia   | F       | Georgios Pitharoulis   |
| 7   | Serbia   | M       | Filip Arsenijević      |
| 8   | Camerun  | A       | Steve Beleck           |
| 11  | Grecia   | M       | Periklis Bousinakis    |
| 13  | Grecia   | F       | Ioannis Kanotidis      |
| 14  | Grecia   | M       | Paschalis Draganidis   |
| 15  | Franța   | M       | Bertrand Robert        |
| 18  | Grecia   | P       | Spyros Vrontaras       |

| Nr. |           | Poziție | Jucător                |
| --- | --------- | ------- | ---------------------- |
| 19  | Grecia    | P       | Dimitrios Tairis       |
| 20  | Grecia    | M       | Athanasios Stoikos     |
| 22  | Grecia    | F       | Spyros Matentzidis     |
| 23  | Nigeria   | M       | Egutu Oliseh           |
| 24  | Grecia    | F       | Konstantinos Iasonidis |
| 25  | Grecia    | A       | Fotis Papoulis         |
| 26  | Grecia    | A       | Christos Pentsas       |
| 27  | Grecia    | M       | Anestis Argyriou       |
| 31  | Mozambic  | M       | Manuel Lopes           |
| 33  | Grecia    | F       | Nikolaos Bacharidis    |
| 34  | Grecia    | A       | Vlasis Kazakis         |
| 35  | Grecia    | F       | Lazaros Haritonidis    |
| 88  | Argentina | M       | Manuel Munafo          |